# Шкот
Шкот (от нидерл. schoot — «пола») — снасть бегучего такелажа, предназначенная для растягивания нижних (шкотовых) углов парусов по рею или гику. Также с помощью шкотов оттягивают назад углы парусов, не имеющих рангоута.
Каждый шкот получает дополнительное наименование по названию паруса, например, «фока-шкоты» (fokkeschoot), «грота-шкоты» (grооtеsсhооt) (проходят назад и растягивают парус к подветренному борту). «Марса-шкоты» служат для управления марселей. «Брам-шкоты» при постановке брамселей растягивают шкотовые углы к нокам марселя. «Бом-шкоты» («бом-брам-шкоты») при постановке бом-брамселей растягивают нижнюю шкаторину по брам-рею. «Фор-стень-стаксель-шкоты» вытягивают назад шкотовый угол, когда стаксель поднят фалом. «Бизань-шкоты», «фор-трисель-шкоты» и «грот-трисель-шкоты» служат для постановки триселей и бизаней. «Лисель-шкоты» — шкоты у лиселей.
Для облегчения выбирания шкотов их делают в виде талей.
Многошкивные тали для установки гика под нужным углом к ветру также называют «шкотами», например, «грота-гика-шкот», «спинакер-гика-шкот».
Шкоты передних парусов на современных яхтах, как правило, выбирают с помощью многоскоростных лебёдок шпилевого типа.